# Blauwe zegge
De blauwe zegge (Carex panicea) is een overblijvend kruid dat behoort tot de cypergrassenfamilie (Cyperaceae). De plant komt van nature voor in Eurazië en heeft zich van daaruit verbreid naar Noord-Amerika en Nieuw-Zeeland. De soort staat op de Nederlandse Rode lijst van planten als algemeen voorkomend en matig afgenomen. Het aantal chromosomen is 2n = 32.

## Beschrijving
De plant wordt 20-40 cm hoog en heeft wortelstokken met uitlopers. De gladde stengels zijn stomp driekantig. De 2-6 mm brede bladeren zijn blauwgroen, waarvan de onderste bladscheden lichtbruin of soms enigszins roze zijn.
De blauwe zegge bloeit in april en mei. De 1-3 cm lange, rechtopstaande vrouwelijke aren zijn losbloemig. De bloem heeft drie stempels. De schutbladen zijn veel korter dan de bloeiwijze. Het onderste schutblad heeft een 1-2 cm lange schede. Bovenaan de bloemstengel zit één mannelijke aar. Het 3-4 mm lange, gladde, opgeblazen urntje is geelgroen en kleurt later donkerbruin. Het urntje is een soort schutblaadje dat geheel om de vrucht zit.
De vrucht is een bolvormig tot eirond, 3-4 mm lang nootje met drie nerven en een korte, dikke, bruine snavel.
De plant komt voor op natte tot vochtige, voedselarme tot matig voedselrijke grond in blauwgrasland, bermen, heidevelden en duinvalleien.

## Plantengemeenschap
De blauwe zegge is een kensoort voor het blauwgrasland (Cirsio dissecti-Molinietum).
Tevens is het een indicatorsoort voor het vochtig schraalgrasland (hm) en voor het vochtig heischraal grasland (hmo), twee karteringseenheden in de Biologische Waarderingskaart (BWK) van Vlaanderen en het Brussels Hoofdstedelijk Gewest.

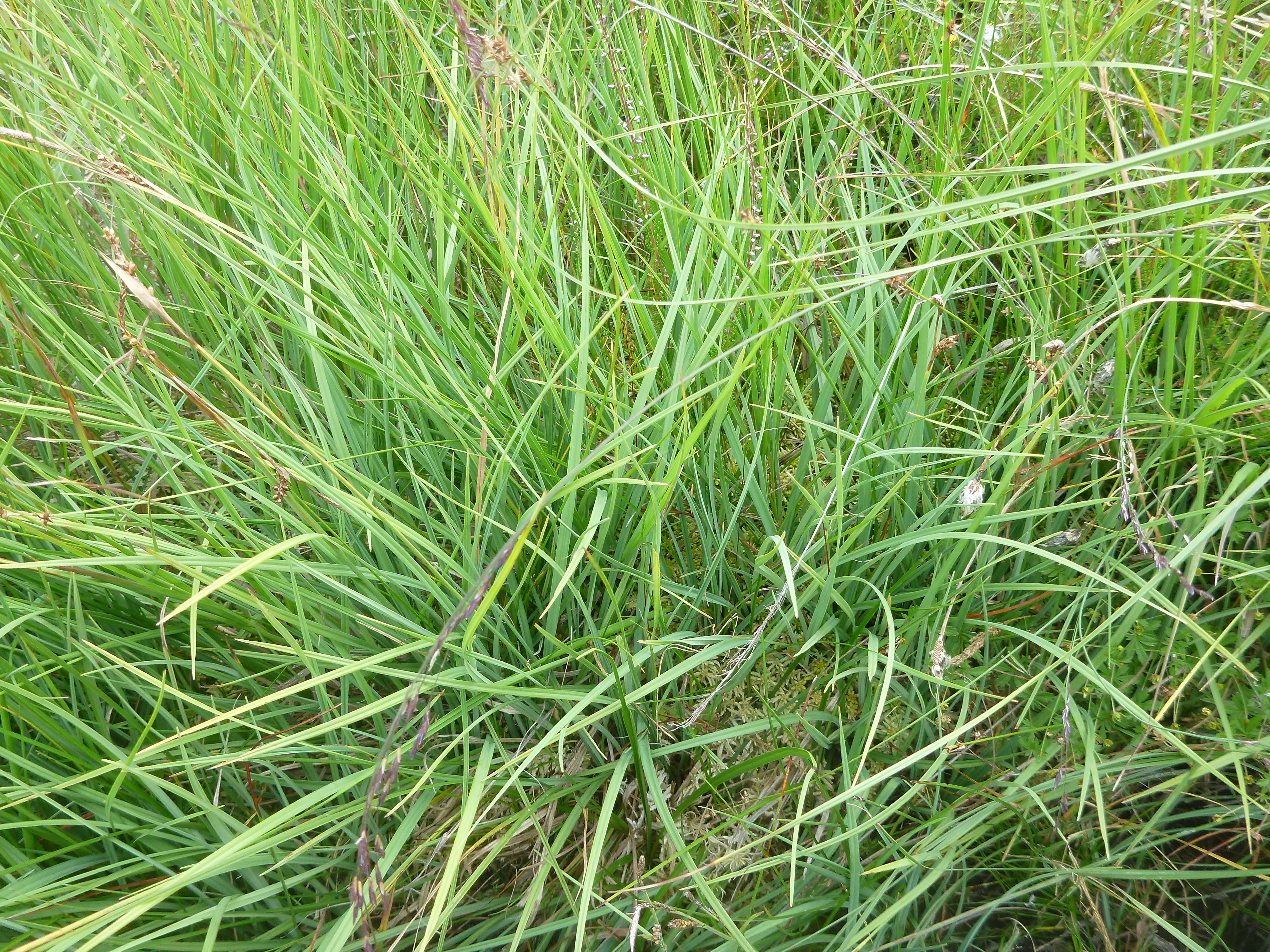
Planten
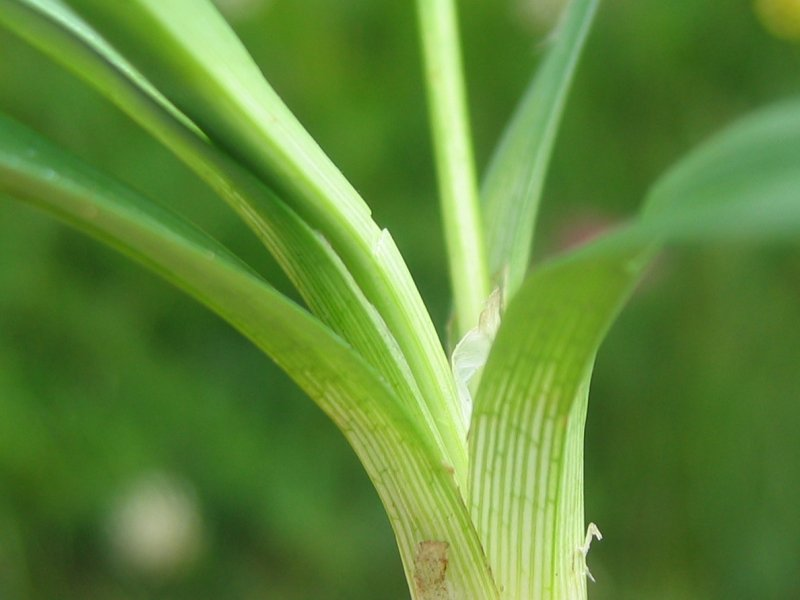
Tongetje
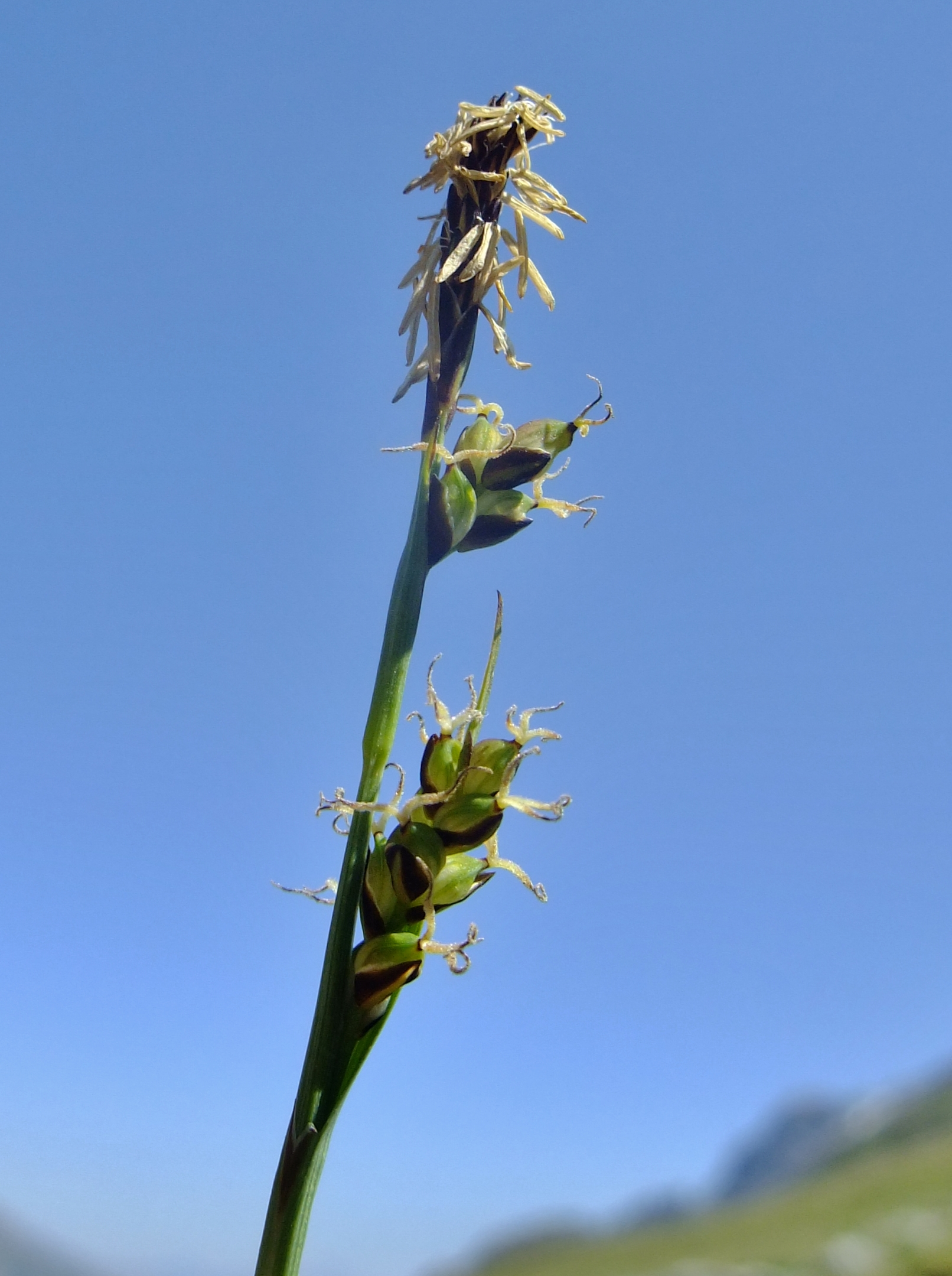
Bloeiwijze